# ベンゾイルエクゴニン
ベンゾイルエクゴニン(Benzoylecgonine)は、局所鎮痛剤で、コカインの主要代謝物質の1つである。

## 歴史
ベンゾイルエクゴニンは、処方薬Esteromとして、局所的に筋肉痛を和らげるために用いられていた。

## 薬物動態
化学的には、ベンゾイルエクゴニンはエクゴニンの安息香酸エステルである。コカインの主要代謝物質の1つである。

## 尿検査
ベンゾイルエクゴニンは、コカインの多くの尿検査で試験される物質である。コカインの代謝により肝臓で形成される。カルボキシルエステラーゼに触媒され、その後尿中に放出される。ほぼ5日間で消滅するコカイン自体よりもかなり長い間尿中に留まる。少量は、肝臓で代謝された処方薬に由来するものもあるかもしれない。

## 飲料水中の存在
ベンゾイルエクゴニンは、飲み水にも含まれることがある。2005年、イタリアのポー川でかなりの量のベンゾイルエクゴニンが存在していることを発見し、その濃度を用いてこの地域で用いられたコカインの量を推定した。2006年、同様の研究がスイスのサンモリッツで廃水を用いて行われ、住民の日々のコカインの消費量が推定された。イギリスで行われた研究では、飲み水の中から、鎮痙剤のカルバマゼピン、抗炎症剤のイブプロフェンとともに痕跡量のベンゾイルエクゴニンが検出された。また、この研究では、存在するそれぞれの化合物の量は、治療用途の量よりも数桁低く、そのため住民にリスクはないと考えられている。